# 砂漠 (小説)
『砂漠』（さばく a campus life）は、伊坂幸太郎による青春小説。2005年に実業之日本社からハードカバーが出版され、2010年に新潮文庫から文庫が出版されている。
大学で出会った５人の男女がボウリング、合コン、麻雀、通り魔犯との遭遇、捨てられた犬の救出、超能力対決などを通じて互いの絆を深め、それぞれを成長させてゆく。自らの未熟さに悩み、過剰さを持て余し、それでも何かを求めて手探りで先へ進もうとする青春時代が爽快に描かれている。

## 主な登場人物
北村
この物語の主人公且つ語り手。岩手県盛岡市出身。何事にもどことなく冷めた性格で、鳥井からは周囲を見下しがちの「鳥瞰（ちょうかん）型」の学生と揶揄される。
鳥井
軽薄で女好き。神奈川県横浜市出身。色々と言い出しっぺになる。そこそこ裕福な家の生まれ。
西嶋
パンクロック好きの小太り。極端な正義感と独特な言い回しが特徴で、しばし周囲を呆れさせる。
東堂
大学一の美女。クール。人形に喩えられる顔立ちで、多数の男に交際を申し込まれては断っている。
南
シャイ。明るい笑顔が魅力。超能力のような現象を起こすことが出来る。鳥井とは中学の同級生。
鳩麦
アパレル店員。
莞爾
法学部の学生。コンパなどでよく幹事を務める。
長谷川
市内の短大生。
山田
経済学部の学生。合成写真を作るのが趣味。
古賀
西嶋のバイト先の社員。

## 備考
- 仙台との関わりが深い。
- オトバンクのFeBe（フィービー）にてオーディオブック化された。朗読は渡部薫が担当した。